# おきつ (掃海艇)
おきつ（ローマ字：JDS Okitsu, MSC-646、YAS-96）は、海上自衛隊の掃海艇。たかみ型掃海艇の17番艇。艇名は沖津島に由来する。

## 艦歴
「おきつ」は、第4次防衛力整備計画に基づく昭和50年度計画掃海艇346号艇として、日立造船神奈川工場で1976年4月26日に起工され、1977年3月4日に進水、1977年9月20日に就役し、第1掃海隊群に編入され、呉に配備された。
1978年3月28日、第1掃海隊群隷下に新編された第49掃海隊に同日付で就役した「はしら」、「いわい」とともに編入された。
1987年3月24日、第49掃海隊が佐世保地方隊沖縄基地隊に編入。
1993年11月9日、特務船に種別変更され、船籍番号がYAS-96に変更。横須賀地方隊隷下の横須賀水中処分隊母艇となる。
2000年3月31日、除籍。